# Barraca de pedra en sec amb aljub (Freginals)
La Barraca de pedra en sec amb aljub és una obra de Freginals (Montsià) inclosa a l'Inventari del Patrimoni Arquitectònic de Catalunya.

## Descripció
Barraca de pedra seca amb planta circular. Construïda junt al marge, amb una porta i una finestra petita.
Presenta com a variant la construcció d'un terradet davant la porta per recollir l'aigua de pluja i conduir-la a una petita cisterna construïda a l'interior de la barraca.